# Општина Сурдулица
Општина Сурдулица је општина у Пчињском округу на југоистоку Србије. Седиште општине је у граду Сурдулица (9.242 становника). Према подацима са последњег пописа 2022. године у општини је живело 16.991 становник (према попису из 2011. било је 20.319 становника).

## Географија
Општина Сурдулица смештена је у сливу реке Врле, Масуричком пољу, сливу Горње Јерне и Божичке реке, а захвата и део Власинске висоравни. У близини је Власинско језеро богато рибом. Општина је позната по планинским изворима воде.
Површина коју захвата општина Сурдулица износи 628 km², подељена на 22 месне заједнице на надморској висини од 475 m (где се налази град Сурдулица), па до 1.500 m надморске висине. Њену источну границу чини државна граница према Бугарској у дужини од 42 km, где се налази и гранични прелаз Стрезимировци.
Кроз Сурдулицу, окружену високим планинама Вардеником (највиши врх Велики Стрешер 1.875 m) и Чемерником (1.638 m), протиче река Врла (дуга 27 km) која са својим притокама чини значајни хидропотенцијал.
Данашња општина Сурдулица, поред своје раније територије, обухвата и подручје целе Власине и Клисуре, односно од Јужне Мораве до бугарске границе. Од укупне површине 33%, т. ј. преко 20.000 m хектара је обрадиво, а остало су пашњаци и шуме. Неплодно је само 5% од укупних површина, т. ј. око 3,5 хиљада хектара. Преко 55% површна је у приватном сектору, а нешто ипод 45% у држвном.

## Демографија
| Етнички састав према попису из 2022.‍ | Етнички састав према попису из 2022.‍ | Етнички састав према попису из 2022.‍ | Етнички састав према попису из 2022.‍ | Етнички састав према попису из 2022.‍ |
| ------------------------------------ | ------------------------------------ | ------------------------------------ | ------------------------------------ | ------------------------------------ |
|                                      |                                      |                                      |                                      |                                      |
| Срби                                 | Срби                                 |                                      | 13.012                               | 76,6%                                |
| Роми                                 | Роми                                 |                                      | 2.091                                | 12,3%                                |
| Бугари                               | Бугари                               |                                      | 359                                  | 2,1%                                 |
| неизјашњено                          | неизјашњено                          |                                      | 294                                  | 1,7%                                 |
| непознато                            | непознато                            |                                      | 1.143                                | 6,71%                                |

## Туризам
Власина, са својом нетакнутом природом и простором на коме на десетине километара унаоколо нема ни једног фабричког димњака ни загађивача, има скромне туристичке капацитете који су током сезоне препуни.
Туристички објекти су распоређени на простору целе Власине. На путу из Сурдулице ка Власини налази се Промаја одакле се пружа леп поглед на језеро, и где је смештен Мотел Језеро са четрдесетак лежаја. У непосредној близини Промаје на Власини Округлици налази се одмаралиште предузећа Србија шуме са двадесетак лежајева и Заставе са педесетак лежајева. Од Промаје до бране распоређене су бројне викендице а најбројније су на самој брани. На том подручју се налази и хотел Власина који са депандансом има око 200 квалитетних лежаја са пратећим објектима који пружају добар одмор гостима. Поред хотела Власина налази се одмаралиште Завода за запошљавање, ЕПС-а, Феријалног савеза, Невтурса, хотел Нарцис и други објекти са укупно 500 лежаја.
Даље од бране ка Власотинцу налази се Црна Трава која има леп мотел Вилин луг са 30 кревета. У приватном смештају могуће је ангажовати око 1000 лежаја. Сви побројани капацитети су током летње и зимске сезоне углавном пуни. Људи овог краја много очекују од реализације пројекта Власине као туристичког центра који има републички значај и за чију реализацију су урађени сви потребни планови пре више од 10 година.
Туристичку понуду обогаћују и традиционалне манифестације: 
- хајка на вукове
- сабор ловаца
- зимски фестивал реакције
- рибарски котлић
- Власинско лето - традиционално такмичење трубача
- сабор горана
- сусрети бораца
- риболовачка такмичења

Носилац развоја туризма на Власини су ХУП Европа из Сурдулице, Туристички савез Сурдулице и друге институције из овог и суседних градова. Допринос ширењу имена Власине даје у последње време и јединствена фабрика питке воде Власинка из Топлог Дола надомак Власинског језера.